# Edendale (Los Angeles)
Edendale è un distretto storico di Los Angeles nella regione a Northwest di Los Angeles dove oggi sorgono i quartieri di Echo Park, Los Feliz e Silver Lake.

## Storia
All'inizio del 20-esimo secolo, nell'epoca del cinema muto, Edendale era largamente conosciuto come la casa dei più grandi studi cinematografici della costa ovest degli Stati Uniti. Era inoltre la residenza dei Keystone Cops ed il luogo di molti primati cinematografici come ad esempio il posto dove fu girato il primo film di Charlie Chaplin (Charlot giornalista) ed il primo lungometraggio commedia (Il fortunoso romanzo di Tillie). Gli studi di Edendale erano perlopiù concentrati in un'area di 4 isolati sulla Allesandro Street tra la Berkeley Avenue e la Duane Street. La Allesandro Street fu in seguito rinominata Glendale Boulevard. Il periodo di massimo splendore come centro dell'industria cinematografica fu il primo decennio del 900. Già negli anni venti gli studi vennero trasferiti altrove e principalmente ad Hollywood la quale sarebbe diventata la capitale del cinema nel mondo.
Successivamente, negli anni precedenti la Seconda guerra mondiale, Edendale divenne una grande comunità di artisti. Ospitò inoltre una vasta comunità di russi provenienti dalla sponda est degli Stati Uniti oppure emigrati dalla Unione Sovietica. Edendale fu popolare almeno fino al 1940 per la presenza della Pacific Electric Railway che operava una linea ferroviaria con le sue famose Red Car unendo il quartiere con il centro di Los Angeles. Dopo il 1940 le linee cessarono la propria attività fornendo solo un servizio locale sulla linea Glendale-Burbank, mentre il servizio venne interrotto definitivamente nel 1955. Poco dopo la zona venne inoltre divisa in due parti dalla Glendale Freeway.